# Karl August Heß
Karl August Heß (* 30. September 1800 in Gotha; † 1. März 1871 ebenda) war ein deutscher Jurist und Politiker.

## Leben
Als Sohn eines Regierungsrates geboren, studierte Heß nach dem Besuch des Gymnasiums in Gotha Rechtswissenschaften in Jena. Während seines Studiums wurde er 1818/19 Mitglied der Urburschenschaft. Nach seinem Studium wurde er 1822 Akzessist und 1824 Ratsregistrator beim Stadtrat von Gotha soie Amts- und Gerichtsadvokat und Notar. 1828 wurde er Obersteuersekretär und verwaltete ab 1829 auch die Gerichte zu Großenbehringen. 1832 wurde er Erster Bürgermeister von Gotha. 1835 war er in Gotha als Regierungs- und Steuerrat im Obersteuerkollegium beschäftigt. 1837 wurde er Geheimer Assistenzrat, 1844 Geheimer Staatsrat. Er war Kommissär für die Theater- und Kapellenangelegenheiten. 1846 wurde er Departementchef im Staatsministerium von Sachsen-Coburg und Gotha und 1849 Präsident der Finanzabteilung der neuen Landesregierung. 1858 legte er dieses Amt nieder und war bis 1867 Verwalter des Lichtenberger Fideikommisses. 1867 trat er endgültig in den Ruhestand und wurde zum Geheimrat mit dem Titel Exzellenz ernannt.
Er war verheiratet mit Emilie Caroline geborene Weber. Sein Sohn war Richard Heß.